# لم يقتل أحد جيسيكا (فلم)
لم يقتل أحد جيسيكا هو فيلم سيرة ذاتية وتشويق من إنتاج عام 2011. الفيلم من بطولة راني موخرجي وفيديا بالان ومن إنتاج يو تي في مويشن بيكتشرز وإخراج راجكومار غوبتا. قصة الفيلم مأخذوه عن قضية قتل جيسيكا لال الحقيقية.

## روابط خارجية
- مقالات تستعمل روابط فنية بلا صلة مع ويكي بيانات